# Reading Football Club
O Reading Football Club é um clube de futebol da Inglaterra, com sede na cidade de Reading, no Condado de Berkshire, Sudeste da Inglaterra,   formado em 25 de dezembro de 1871 após uma reunião pública no Bridge Street Rooms organizada por Joseph Edward Sydenham, que viria a ser o secretário do clube.

## História recente
Os Royals acabaram terminando a Premier League de 2007–08 na 18ª posição, o que acabou provocando o rebaixamento da equipe à EFL Championship (segunda divisão).
Após quatro temporadas afastado da principal competição do futebol inglês, o Reading assegurou a sua volta à Premier League no dia 17 de abril de 2012 ao derrotar o Nottingham Forest por 1 a 0 no Madejski Stadium, além disso, conquistou o título da Segunda Divisão Inglesa da Temporada 2011-12.

## Títulos
- Copa de Membros Ingleses: 1

(1987-88)
- Campeonato Inglês - 2ª Divisão: 2

(2005-06, 2011-12)
- Campeonato Inglês - 3ª Divisão: 2

(1985-86, 1993-94)
- Campeonato Inglês - 4ª Divisão : 1

(1978-79)